# Сен-Сатюрнен-лез-Апт
Сен-Сатюрнен-лез-Апт (фр. Saint-Saturnin-lès-Apt, окс. Sant Savornin d'Ate) — коммуна во французском департаменте Воклюз региона Прованс — Альпы — Лазурный Берег. Относится к кантону Апт.

## Географическое положение
Сен-Сатюрнен-лез-Апт расположен в 50 км к востоку от Авиньона. Соседние коммуны: Рюстрель на востоке, Виллар на юго-востоке, Гаргас на юге, Льу на западе.

### Гидрография
В коммуне находится оросительное водохранилище общим объёмом 4 300 м3. Коммуну пересекает Провансальский канал. В окрестностях Сен-Сатюрнен-лез-Апт к северу от хутора Пикар берёт начало Имерг, приток Калавона.

## Демография
| Год  | Численность | Численность |
| ---- | ----------- | ----------- |
| 2013 | 2729        |             |
| 2015 | 2732        | [ 5 ]       |
| 2016 | 2832        | [ 6 ]       |
| 2017 | 2811        | [ 7 ]       |
| 2018 | 2844        | [ 8 ]       |
| 2019 | 2877        | [ 9 ]       |
| 2020 | 2910        | [ 10 ]      |
| 2021 | 2947        | [ 11 ]      |
| 2022 | 2986        | [ 3 ]       |

## Достопримечательности
- Две ветряные мельницы XVII века.
- Средневековый замок, возводился и перестраивался в XIII, XIV и XVI веках.
- Многочисленные источники XIX века с имплювием и каменными надстройками.

## Галерея
- Вишнёвые сады и виноградники близ коммуны.
- Замок Сен-Сатюрнен-лез-Апт.
- Дамба.
- Источник в Геэо.